# 도쿠가와 요시토시
도쿠가와 요시토시(일본어: 徳川好敏)는 일본 제국의 육군 군인, 화족이다. 최종 계급은 육군 중장. 작위는 남작. 시미즈 도쿠가와 가(清水徳川家) 제8대 당주.

## 같이 보기
- 시게노 기요타케(滋野清武)